# Jacques Toussele
Jacques Toussele, né en 1939 à Bamessingué (Cameroun français) et mort le 30 juin 2017 à Douala est un photographe camerounais.
Il y a plusieurs variantes de son nom bamiléké : Toussile, Tousellé, Tousselle,,, Touselle. Sa carte d'identité porte Toussele sans accent (mais prononcé <Tousselé>, [tus sεlε]).

## Biographie
Jacques Toussele est né en 1939 à Bamessingué, village situé entre Babadjou et Mbouda, dans la Région de l'Ouest du Cameroun. Il est mort à Douala le 30 juin 2017.[réf. nécessaire]
Il a appris la photographie auprès d'un photographe nigérian. Il travaillait à Bamenda pendant la Guerre bamiléké puis retourna à Mbouda, où il exerça son métier du milieu des années 1960 jusqu'au début des années 2000, au « Studio Photo Jacques ».
Ses œuvres figurent dans les collections du Metropolitan Museum of Art à New York et du Carleton College.
Son travail a fait partie du Endangered Archive Programme de la British Library.

## Appareils photo utilisés
Il a commencé par utiliser un Photax (Manufacture d'isolants et d'objets moulés MIOM), puis un Semflex (SEM).

## Expositions
- « African-Print Fashion Now! A Story of Taste, Globalization and Style », Fowler Museum (en), Los Angeles, 2017[8]
- « Staging Selves: Cameroonian Portrait Photography », Gould Library Exhibitions, 2012[9]
- « Studio Cameroon: the everyday photography of Toussele Jacques », Pitt Rivers Museum, Oxford, 2007-2008[7]